# 武富士
武富士（たけふじ、英語: Takefuji）は、TFK株式会社の旧商号の株式会社武富士、およびTFK株式会社より事業を引き継いだ株式会社日本保証が2013年3月まで名称を使用していた消費者金融である。長らく「￥en shop 武富士」（エンショップたけふじ）の名前で営業していた。

## 概要
1966年（昭和41年）1月に、武井保雄によって創業された富士商事が前身である。団地金融をきっかけとして高利貸しをしていき、芸能人を多用したテレビCMの大量出稿やル・マン24時間レースへのスポンサーなどで注目を集めるなど、「サラ金」に対するイメージ向上戦略などを行い、創業者である武井が一代で消費者金融業界のトップの座まで築きあげた。
しかし、経営方針や体質を批判されることも多く、そのような批判を行った出版社やフリーライターに対して名誉毀損訴訟を起こすこともあったが、複数のケースで敗訴している。このスラップ訴訟を担当した顧問弁護士の一人は，2025年時点での大阪府知事吉村洋文である。さらに、2003年（平成15年）12月に、同社を批判するジャーナリスト宅盗聴事件で武井会長が逮捕され、懲役3年・執行猶予4年の有罪判決を受けたために、同社会長を辞任した。

## 会社更生手続
2000年代後半に他の大手消費者金融同様に過払い請求の増加などによる業績と資金繰りの悪化が伝えられ、2010年（平成22年）9月28日に東京地方裁判所に会社更生法の適用を申請し、受理された（詳細は年表参照）。過払いとなった同社の顧客は推計で約200万人、その過払い額は2兆4000億円とされた。同社から債務譲渡を受けた富士クレジットが、同社の顧客の一部に対し、（過払金返還請求など）一切の金銭的請求をしないことなどを条件とする「和解書」を送付し、署名も要求していたことが判明する。事実上、返還請求を封じようとする動きであるとの指摘が出ており、金融庁などは、弁護士法やサービサー法などに抵触する可能性があるとして問題視している。その後、韓国の消費者金融A&Pフィナンシャル社(「ラッシュ・アンド・キャッシュ」)がスポンサーとなり、買収することが発表された。
2011年（平成23年）10月31日に、東京地方裁判所は更生計画の認可決定を行った。これにより、武富士は、消費者金融事業等について1か月以内に会社分割（吸収分割）を行い、約282億円でA&Pフィナンシャル社のグループ会社であるアプロ株式会社に承継させるとともに、会社の商号をTFK株式会社に変更して、会社分割による事業譲渡代金、法人税の更正還付金、旧経営者・証券会社からの損害賠償金などから、債権者に対して配当を行うことに特化することとなった。その後、会社分割は、2011年（平成23年）12月31日までの間において管財人が定める日に延期された。
しかし、A&Pフィナンシャル社が資金調達できなくなったことから、2011年12月28日に、Jトラスト株式会社との間でスポンサー契約を締結。2012年3月1日付で会社分割を行い、約252億円でJトラストの子会社である株式会社日本保証（旧・ロプロ）に事業を承継させることとなった。会社分割を行った2012年3月1日に旧法人はTFK株式会社に商号を変更し、会社更生手続きや弁済手続きに専念することになった。TFKは残存していた訴訟対応などが終了したことを受けて2017年3月17日付で清算され、法人として消滅した。
その後、事業を引き継いだ株式会社日本保証は2013年3月まで「武富士」の名で貸金業を営んでいた。以降の消費者金融事業は「日本保証のフリーローン」と改称し、2015年頃に新規営業を終了。現在では不動産担保金融のみ新規営業を行っている。加入信用情報機関は株式会社日本信用情報機構 (jicc) である。

## 沿革
- 1966年（昭和41年）1月 - 個人事業「富士商事」を東京都板橋区蓮根にて創業。
- 1968年（昭和43年）6月 - 「有限会社武富士商事」設立。
- 1974年（昭和49年）12月 - 「株式会社武富士」に改組。
- 1991年（平成3年） - 元警視総監の福田勝一を非常勤顧問として迎え、警察人脈を広げる。
- 1996年（平成8年）8月 - 店頭（のちのJASDAQ）市場公開。
- 1998年（平成10年）12月 - 東京証券取引所第1部に上場。
- 2000年（平成12年）
  - 3月 - ロンドン証券取引所上場。
  - 12月頃 - 武井を批判する記事を週刊金曜日などで執筆したフリージャーナリスト三宅勝久と高尾昌司の関係先に対して、武井の命令により当時の法務課長と興信所らが盗聴器を設置し盗聴。後にジャーナリスト宅盗聴事件として刑事事件化。
- 2001年（平成13年）5月 - 青森県内の弘前支店で強盗放火殺人事件が発生。5名死亡。翌年3月に犯人逮捕[12]。この事件が発生したことにより、約1年に渡りCMを自粛。
- 2002年（平成14年）11月 - 日本経済団体連合会へ加盟。
- 2003年（平成15年）
  - 3月14日 - 週刊金曜日と記事を執筆した三宅勝久に対し、名誉毀損であるとして5000万円の損害賠償を求める民事訴訟を提起。
  - 寺澤有が週刊プレイボーイに執筆した記事を巡って、やはり名誉毀損であるとして寺澤を提訴するが2007年に敗訴。この時の武富士側代理人はのちに大阪府知事となる吉村洋文が務めた。
  - 12月2日 - ジャーナリスト宅盗聴事件により電気通信事業法違反（盗聴）容疑で武井保雄逮捕。会長を辞任[3]。同日より民放各局で放送されていたCMが自粛されることになる[13]。
- 2004年（平成16年）
  - 9月 - 週刊金曜日と記事を執筆した三宅勝久に対する名誉毀損訴訟で、東京地裁は武富士側の完全敗訴判決を言い渡す。判決は後に最高裁で確定する。武富士側代理人弁護士は名誉毀損訴訟で著名な弘中惇一郎。三宅と週刊金曜日は訴訟をスラップであると批判。
  - 11月 - 武井保雄に懲役3年・執行猶予4年、法人としての武富士に罰金100万円の判決が下される。
- 2005年（平成17年）3月 - 2000年（平成12年）7月から2001年8月にかけて週刊朝日に武富士がスポンサーとして紀行もののグラビア記事を連載し、「編集協力費」として5000万円を支払ったが記事に武富士の表記が一切されず、不自然な金銭の収受であると週刊文春がスクープ記事で報じ、公に発覚。朝日新聞社側は編集協力費の返還と社内処分を実施[14]。
- 2006年（平成18年）9月 - 週刊金曜日と三宅勝久が武富士側に対して不当提訴による損害賠償を求めた訴訟で、東京地裁は武富士と武井前会長に賠償を命令。
- 2009年（平成21年）12月 - 資金繰り悪化により貸し付けがほとんど停止し、資金調達を急いでいると報じられる[15]。
- 2010年（平成22年）
  - 2月 - 開示された2009年12月期四半期決算短信から、資金調達の困難等により、継続企業の前提に関する重要事象等の注記がなされている[16]。
  - 5月25日 - 債権を「富士クレジット」に譲渡。この債権は富士クレジットから日本振興銀行に「譲渡担保」の形でそのまま譲渡がされていたことが判明。振興銀は2日後の27日に業務停止処分となっている[17]。
  - 9月27日 - 東京地方裁判所に会社更生法適用を申請する方向で調整を進めているとする報道が、第一報の日本経済新聞を初め報道各社よりあった[18]。武富士側は会社更生法の申請決定を行った事実はないと発表している[19]。武富士の発表をうけて東京証券取引所は、同日（日本時間）8時20分から報道の真偽等の確認のため武富士株を売買停止にした[20]。その後武富士から報道の真偽に関する発表が行われたことを受け、東京証券取引所が14時51分に武富士株を売買再開すると同時に監理銘柄（確認中）に指定した[21]。監理銘柄の指定を受けて日経株価指数300銘柄及び日経500種平均株価銘柄（→株価指数）から同年9月29日に除外されることになった[22]。
  - 9月28日 - 前日とは一転して、午後に行われた取締役会で会社更生手続きを行う事を決定。同日に東京地方裁判所に申請し受理された[23]。負債額は約4336億円[24]。責任の明確化のために、代表取締役社長執行役員の清川昭と創業家出身で代表取締役副社長執行役員の武井健晃は退任。DIP型の会社更生手続きを採用し、同社出身の吉田純一が代表取締役社長に就任した[25]。そのことで、東証は整理銘柄に指定し、東証1部を同年10月29日付で上場廃止することが決まった[26]。
  - 10月31日 - 東京地方裁判所（渡部勇次裁判長）が更生手続開始決定。管財人に小畑英一が就任。更生債権の届出期間が2011年（平成23年）2月28日まで、更生計画案の提出が同年7月15日まで（更生債権者等の提出期間は7月8日まで）と指定される[27]。
  - 11月12日 - ロンドン証券取引所から上場廃止。
- 2011年（平成23年）
  - 4月9日 - 韓国の消費者金融業界1位のA&Pフィナンシャル社（「ラッシュ・アンド・キャッシュ」のブランドを運営）が武富士を買収することが明らかになる[28]。
  - 10月5日 - 会社が、創業家等に対して、152億円の損害賠償等を請求する訴訟を提起[29]。
  - 10月31日 - 東京地方裁判所が会社更生計画の認可決定。決定に従い、同日付で発行済みの自社株式すべてを無償取得し、100%減資（株式消却）を実施[30]。
  - 12月5日 - 元利用者が旧経営陣に対し55億円の賠償を求め提訴[31]。
- 2012年（平成24年）3月1日 - Jトラスト子会社のロプロに事業譲渡。同時に事業譲渡後の旧法人はTFK株式会社に商号変更し、会社更生手続きや弁済手続きに専念する。
- 2015年（平成27年）5月8日 - 武富士元利用者による、旧経営陣に対する過払金返還訴訟のうち、大阪地方裁判所が訴えの一部を認める判決[32]。
- 2017年（平成29年） 3月17日 - 更生手続終了に伴い、TFK株式会社は清算されて法人格が消滅[11]。

## CM
- 『武富士グループ名作劇場』と銘打った時代劇パロディシリーズ（劇中の人物が困ると、それに応えるように武富士の女性社員（窓口係員）が現れる。沢竜二が主演） - 1980年代
- 男女のダンス - 1987年（昭和62年）
- サーキットでのイメージCM（ル・マン24時間レースでの映像） - 1990年（平成2年）
- 武富士ダンサーズ（1991年〈平成3年〉 - 2003年〈平成15年〉）

ジョー・リノイエの楽曲「シンクロナイズド・ラブ (Synchronized Love) 」に合わせて、女性が集団でダンスをするテレビCMが有名であったが、武井に逮捕状が出された2003年12月2日からTBSテレビを皮切りに民放各局が当面の間CMの差し替えを行った。
1998年〈平成10年〉には水着モデルの西原麻衣、朝倉ちあきがビーチでダンスに加わるバージョンもあった。
このCMの影響か、Dance Dance Revolutionシリーズの4thMixに収録されたリミックス版に付けられたバナーは青地にオレンジと白の文字という｢¥en shop 武富士｣のパロディと言えるデザインとなっている。
2000年前後から、ゴールデンタイムのプロ野球ナイター中継、バラエティ番組などで頻繁に放送されていた。
CMの最後に『ご利用は計画的に 借りすぎに注意しましょう』とテロップが出ていたが、日本テレビ系全国ネットとして放送されていたバージョンは右下にテロップが流れるもので、CM曲「シンクロナイズド・ラブ (Synchronized Love) 」の最後はアレンジバージョンとなっていた。
- 以下は武富士ダンサーズと並行して放映されたもの。
  - MIE（1996年〈平成8年〉頃）オフィスで働く姿と屋外でスーツ姿の男性ダンサーとともに踊る
  - 細川直美（1996年〈平成8年〉 - 1998年〈平成10年〉）オフィスで数名のOL役と当時流行したマカレナに似たダンスを踊るバージョンもあった
  - メリーさんのひつじの替え歌が流れ、クマ、アライグマ、鳥[注 2]が出てくるCM（1997年〈平成9年〉頃）
  - 外国人エキストラがスカイダイビングやマリンスポーツを行うCM（曲はMYSTeRY[注 3]「Trust in me」[34]、1997年〈平成9年〉頃）
  - 長山洋子（1999年〈平成11年〉 - 2001年〈平成13年〉頃）
- 佐藤寛子（2005年〈平成17年） - 2007年〈平成19年〉4月）
- 江本孟紀（2007年〈平成19年〉4月 - 2008年〈平成20年〉10月24日）
- 内田有紀（2008年〈平成20年〉10月25日 - 2009年〈平成21年〉8月）

## 関連書籍
中川量博『「サラ金」を踏み倒せ』（2006年・KKベストブック）